# Ilounga Pata
Ilounga Pata (Philipsburg, 12 novembre 2000) è un calciatore olandese, difensore del Mafra e della nazionale di Sint Maarten.

## Carriera

### Club
Cresciuto nei settori giovanili di Alphense Boys, ADO Den Haag e Huddersfield Town, nel 2021 viene acquistato dall'TOP Oss, club della seconda divisione olandese, con cui nella stagione 2021-2022 esordisce tra i professionisti.

### Nazionale
Il 3 giugno 2022 ha esordito con la nazionale di Sint Maarten, giocando l'incontro pareggiato per 1-1 contro le Isole Vergini Americane, valido per la CONCACAF Nations League 2022-2023.

## Statistiche

### Presenze e reti nei club
Statistiche aggiornate al 22 dicembre 2022.
| Stagione        | Squadra         | Campionato      | Campionato | Campionato | Coppe nazionali | Coppe nazionali | Coppe nazionali | Coppe continentali | Coppe continentali | Coppe continentali | Altre coppe | Altre coppe | Altre coppe | Totale | Totale |
| Stagione        | Squadra         | Comp            | Pres       | Reti       | Comp            | Pres            | Reti            | Comp               | Pres               | Reti               | Comp        | Pres        | Reti        | Pres   | Reti   |
| --------------- | --------------- | --------------- | ---------- | ---------- | --------------- | --------------- | --------------- | ------------------ | ------------------ | ------------------ | ----------- | ----------- | ----------- | ------ | ------ |
| 2021-2022       | TOP Oss         | 1D              | 30         | 1          | CO              | 1               | 0               |                    | -                  | -                  |             | -           | -           | 31     | 1      |
| 2022-2023       | TOP Oss         | 1D              | 5          | 0          | CO              | 0               | 0               |                    | -                  | -                  |             | -           | -           | 5      | 0      |
| Totale Oss      | Totale Oss      | Totale Oss      | 35         | 1          |                 | 1               | 0               |                    | -                  | -                  |             | -           | -           | 36     | 1      |
| Totale carriera | Totale carriera | Totale carriera | 35         | 1          |                 | 1               | 0               |                    | -                  | -                  |             | -           | -           | 36     | 1      |

### Cronologia presenze e reti in nazionale
| Cronologia completa delle presenze e delle reti in nazionale ― Sint Maarten | Cronologia completa delle presenze e delle reti in nazionale ― Sint Maarten | Cronologia completa delle presenze e delle reti in nazionale ― Sint Maarten | Cronologia completa delle presenze e delle reti in nazionale ― Sint Maarten | Cronologia completa delle presenze e delle reti in nazionale ― Sint Maarten | Cronologia completa delle presenze e delle reti in nazionale ― Sint Maarten | Cronologia completa delle presenze e delle reti in nazionale ― Sint Maarten | Cronologia completa delle presenze e delle reti in nazionale ― Sint Maarten |
| Data                                                                        | Città                                                                       | In casa                                                                     | Risultato                                                                   | Ospiti                                                                      | Competizione                                                                | Reti                                                                        | Note                                                                        |
| --------------------------------------------------------------------------- | --------------------------------------------------------------------------- | --------------------------------------------------------------------------- | --------------------------------------------------------------------------- | --------------------------------------------------------------------------- | --------------------------------------------------------------------------- | --------------------------------------------------------------------------- | --------------------------------------------------------------------------- |
| 3-6-2022                                                                    | Willemstad                                                                  | Sint Maarten                                                                | 1 – 1                                                                       | Isole Vergini Americane                                                     | CONCACAF Nations League 2022-2023 - Fase a gironi                           | -                                                                           |                                                                             |
| 6-6-2022                                                                    | Willemstad                                                                  | Bonaire                                                                     | 2 – 2                                                                       | Sint Maarten                                                                | CONCACAF Nations League 2022-2023 - Fase a gironi                           | -                                                                           |                                                                             |
| 11-6-2022                                                                   | Willemstad                                                                  | Sint Maarten                                                                | 8 – 2                                                                       | Turks e Caicos                                                              | CONCACAF Nations League 2022-2023 - Fase a gironi                           | -                                                                           | 46’                                                                         |
| 17-6-2023                                                                   | Fort Lauderdale                                                             | Guyana                                                                      | 4 – 1                                                                       | Sint Maarten                                                                | Amichevole                                                                  | -                                                                           | 86’                                                                         |
| 7-9-2023                                                                    | Willemstad                                                                  | Sint Maarten                                                                | 1 – 5                                                                       | Saint Lucia                                                                 | CONCACAF Nations League 2023-2024 - Fase a gironi                           | -                                                                           |                                                                             |
| 10-9-2023                                                                   | Sainte-Anne                                                                 | Guadalupa                                                                   | 4 – 0                                                                       | Sint Maarten                                                                | CONCACAF Nations League 2023-2024 - Fase a gironi                           | -                                                                           | 46’                                                                         |
| 12-10-2023                                                                  | The Valley                                                                  | Sint Maarten                                                                | 2 – 3                                                                       | Saint Kitts e Nevis                                                         | CONCACAF Nations League 2023-2024 - Fase a gironi                           | -                                                                           |                                                                             |
| 15-10-2023                                                                  | Basseterre                                                                  | Saint Kitts e Nevis                                                         | 0 – 1                                                                       | Sint Maarten                                                                | CONCACAF Nations League 2023-2024 - Fase a gironi                           | 1                                                                           |                                                                             |
| Totale                                                                      |                                                                             | Presenze                                                                    | 8                                                                           |                                                                             | Reti                                                                        | 1                                                                           |                                                                             |